# Tina Šutej
Tina Šutej (Liubliana, Yugoslavia, 7 de noviembre de 1988) es una deportista eslovena que compite en atletismo, especialista en la prueba de salto con pértiga.
Ganó dos medallas en el Campeonato Mundial de Atletismo en Pista Cubierta, en los años 2022 y 2025, una medalla de bronce en el Campeonato Europeo de Atletismo de 2022 y tres medallas en el Campeonato Europeo de Atletismo en Pista Cubierta entre los años 2021 y 2025.
En los Juegos Europeos de Cracovia 2023 consiguió una medalla de plata en el salto con pértiga.
Participó en cuatro Juegos Olímpicos de Verano, entre los años 2012 y 2024, ocupando el séptimo lugar en Tokio 2020, en su especialidad.

## Palmarés internacional
| Campeonato Mundial en Pista Cubierta | Campeonato Mundial en Pista Cubierta | Campeonato Mundial en Pista Cubierta | Campeonato Mundial en Pista Cubierta |
| Año                                  | Lugar                                | Medalla                              | Prueba                               |
| ------------------------------------ | ------------------------------------ | ------------------------------------ | ------------------------------------ |
| 2022                                 | Belgrado (Serbia)                    | Medalla de bronce                    | Salto con pértiga                    |
| 2025                                 | Nankín (China)                       | Medalla de plata                     | Salto con pértiga                    |
| Juegos Europeos                      |                                      |                                      |                                      |
| Año                                  | Lugar                                | Medalla                              | Prueba                               |
| 2023                                 | Chorzów (Polonia)                    | Medalla de plata                     | Salto con pértiga                    |
| Campeonato Europeo                   |                                      |                                      |                                      |
| Año                                  | Lugar                                | Medalla                              | Prueba                               |
| 2022                                 | Múnich (Alemania)                    | Medalla de bronce                    | Salto con pértiga                    |
| Campeonato Europeo en Pista Cubierta |                                      |                                      |                                      |
| Año                                  | Lugar                                | Medalla                              | Prueba                               |
| 2021                                 | Toruń (Polonia)                      | Medalla de plata                     | Salto con pértiga                    |
| 2023                                 | Estambul (Turquía)                   | Medalla de plata                     | Salto con pértiga                    |
| 2025                                 | Apeldoorn (Países Bajos)             | Medalla de plata                     | Salto con pértiga                    |